# 零异频道 (电视剧)
《零异频道》（英語：Channel Zero）是一个美国恐怖悬疑类电视劇集。这是片廠高層開绿灯落實製作两季6集的系列，而每季故事各自獨立。Syfy安排了2016年秋季和2017年秋季预定播出。 系列的故事线是基于流行的都市传说而创作的。
宣布的第一季故事，是來自克里斯・斯特劳布的“蜡烛湾”，演出有保罗・施耐德，费欧娜・肖，由克雷格・威廉・麦克尼尔执导。 该电视剧于2016年10月11日首播。零异频道的第二季故事是依據布赖恩・罗素的“无尽的房子”，演出有艾美・芙賽斯，艾希雅・狄，由史蒂芬・皮特执导，此季於2017年9月20日首播。後來第三季的“屠殺區”故事來自加利・夏文達的“搜救活士”，演出有奧莉維亞・露卡迪，荷蓮・蘿丹，由阿爾卡沙・史蒂文森執導，於2018年2月7日播出。第四季“夢幻之門”取自夏洛蒂・拜禾特的“隱藏的門”，演出有布蘭登・斯科特，瑪麗亞・斯登，由埃文・劉易斯・卡茨執導，於2018年10月26日起一連六日播出，最後一集在萬聖節結束。2019年1月16日，Syfy決定在第四季後終止此劇。

## 系列概況
| 季數 | 劇名     | 集数 | 集数 | 首播日期       | 首播日期       |
| 季數 | 劇名     | 集数 | 集数 | 首映           | 季终           |
| ---- | -------- | ---- | ---- | -------------- | -------------- |
| 1    | 蠟燭灣   | 6    | 6    | 2016年10月11日 | 2016年11月15日 |
| 2    | 無盡之屋 | 6    | 6    | 2017年9月20日  | 2017年10月25日 |
| 3    | 屠殺區   | 6    | 6    | 2018年2月7日   | 2018年3月14日  |
| 4    | 夢幻之門 | 6    | 6    | 2018年10月26日 | 2018年10月31日 |

## 情节

### 蜡烛湾（2016）
儿童心理学家米克（保罗・施耐德）回到他小镇上的家，调查他的孪生兄弟和其他孩子在20世纪80年代的神秘消失，以及此事如何联系到一个奇怪的地方儿童电视节目 。

### 无尽之屋（2017）
一个名叫玛格特·丝丽特（艾米・弗椰丝）的年轻女子来到了臭名昭著的“无尽之屋”子，这个充满恐怖色彩的古怪屋子发生过一系列匪夷所思的事情，所有的房间也充满神秘和恐怖气息。 当她回家时，玛格特意识到一切都改变了。

### 屠殺區（2018）
一名女子愛麗絲（奧莉維亞・露卡迪）搬到一個被連串離奇失踪事件所困擾的鬧鬼城市。在懷疑她們可能與一個莫名其妙的謠言有關之後，愛麗絲與她的妹妹素兒（荷蓮・蘿丹）一起努力追查該城市居民被捕食的事情。

### 夢幻之門（2018）
新婚夫婦吉利安（瑪麗亞・斯登）和湯姆（布蘭登・斯科特）有各自的秘密帶進他們的婚姻。當他們在地下室發現一扇奇怪的門時，自己那些的秘密開始威脅到他們的關係 - 以及他們的生活。

## 演员表

### 蜡烛湾
- 保罗・施耐德 Paul Schneider : Mike Painter
- 菲奥娜・肖 Fiona Shaw : Marla Painter
- 露易莎・迪奧利維拉 Luisa D’Oliveira : Amy Welch
- 娜塔莉・布朗 Natalie Brown : Jessica Yolen
- 尚恩・班森 Shaun Benson : Gary Yolen
- Luca Villacis : Eddie Painter/Young Mike Painter
- Abigail Pniowsky : Lily Painter
- 瑪麗娜・斯蒂芬森・克爾 Marina Stephenson Kerr : Frances Booth
- Olivier de Sagazan : The Skin-Taker

### 無盡之屋
- 艾美・芙賽斯 Amy Forsyth ：Margot Sleator
- 艾希雅・狄 Aisha Dee ：Jules Koja
- 傑夫・沃德 Jeff Ward ：Seth Marlow
- 施密斯・彼得森 Seamus Patterson ：J.T. Shields
- 賽巴斯汀・皮格特 Sebastian Pigott ：Dylan Evans
- 潔西卡・薩爾格羅 Jess Salgueiro ：Lacy Evans
- 梅蘭妮・尼克爾斯-金 Melanie Nicholls-King ：Brenna Koja
- 約翰・卡羅・連治 John Carroll Lynch ：John Sleato

### 屠殺區
- 路格・海華 Rutger Hauer ：Joseph Peach
- 荷蓮・蘿丹 Holland Roden ：Zoe Woods
- 奧莉維亞・露卡迪 Olivia Luccardi ：Alice Woods
- 克麗莎・弗萊查爾德 Krisha Fairchild ：Louise Lispector
- 布蘭登・斯科特 Brandon Scott ：Luke Vanczyk
- 特洛依・占姆士 Troy James ：Scuttling Father Time
- 黛安娜・本特利 Diana Bentley ：Edie Peach

### 夢幻之門
- 瑪麗娜・斯蒂芬森・克爾 Marina Stephenson Kerr ：Detective Fraser
- 布蘭登・斯科特 Brandon Scott ：Tom Hodgson
- 瑪麗亞・斯登 Maria Sten ：Jillian Hope Hodgson
- 史蒂芬・羅拔臣 Steven Robertson ：Ian
- 芭芭拉・克蘭普頓 Barbara Crampton ：Vanessa Moss
- 格雷格・亨利 Gregg Henry ：Bill Hope
- 葛瑞格・布萊克 Greg Bryk ：Detective McPhillips
- 特洛依・占姆士 Troy James ：Pretzel Jack
- 黛安娜・本特利 Diana Bentley ：Sarah Winters
- 斯蒂文・韋伯 Steven Weber ：Abel Carnacki